# Paul Fleck

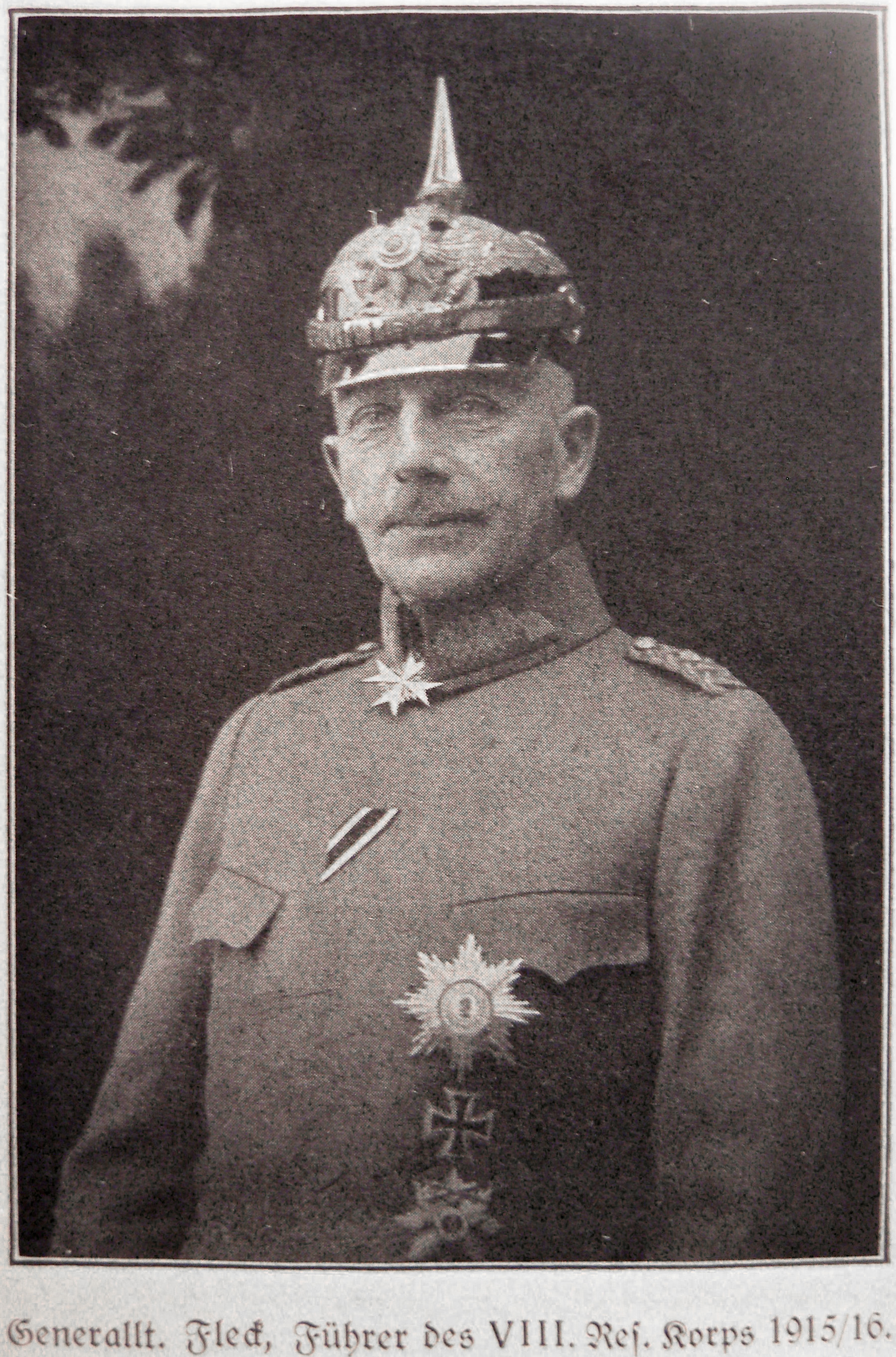
General Paul Fleck

Paul Fleck (* 26. Juni 1859 in Groß-Glogau; † 16. Februar 1921 in Kleinmenow) war ein preußischer General der Infanterie.

## Leben
Fleck trat am 15. April 1876 aus dem Kadettenkorps kommend als Sekondeleutnant in das 1. Posensche Infanterie-Regiment Nr. 18 der Preußischen Armee in Osterode ein. Vom 20. Juni 1879 bis 14. November 1882 fungierte er zunächst als Adjutant des II. Bataillons, dann bis 2. September 1884 in gleicher Funktion beim I. Bataillon. Im Anschluss daran kommandierte man Fleck bis zum 21. Juli 1887 zur Kriegsakademie und beförderte ihn zwischenzeitlich am 15. April 1886 zum Premierleutnant. Es folgte am 1. April 1888 eine über einjährige Kommandierung als Erzieher zur Hauptkadettenanstalt. Unter Belassung in dieser Funktion wurde Fleck am 21. Juli 1889 in das Grenadier-Regiment „Prinz Carl von Preußen“ (2. Brandenburgisches) Nr. 12 nach Frankfurt (Oder) versetzt. Ab 22. März 1891 fungierte Fleck unter gleichzeitiger Beförderung zum Hauptmann als Militärlehrer an der Hauptkadettenanstalt. Fleck trat dann am 19. März 1896 seinen Dienst bei Grenadier-Regiment Nr. 12 an und wurde dort kurz darauf ab 1. April 1896 als Kompaniechef verwendet. Ab 17. Dezember 1898 war Fleck als aggregierter Major tätig und wurde als solcher am 22. Mai 1900 Kommandeur des III. Bataillons. Mit Wirkung zum 24. April 1904 ernannte man Fleck dann am 24. April 1904 zum Kommandeur der Kriegsschule Anklam. Als Oberstleutnant (seit 22. April 1905) wurde Fleck am 18. Februar 1908 mit der Führung des Infanterie-Regiments „Prinz Moritz von Anhalt-Dessau“ (5. Pommersches) Nr. 42 beauftragt und zeitgleich mit der Beförderung zum Oberst am 21. März 1908 Kommandeur des Regiments. Vom 9. März 1912 fungierte Generalmajor Fleck als Kommandeur der 27. Infanterie-Brigade in Düsseldorf.
Mit Ausbruch des Ersten Weltkriegs ernannt man Fleck am 1. August 1914 zum Kommandeur der 14. Division, die an der Westfront zum Einsatz kam. Zunächst beteiligte sie sich an der Belagerung von Lüttich und eroberte die Forts Embourg, Lantin, Boncelles und de Loncin. Nach dem Fall der Stadt rückte die Division im Verband des VII. Armee-Korps weiter durch Belgien nach Frankreich und kämpfte u. a. in der Schlacht bei St. Quentin sowie an der Marne. In Anerkennung seiner Verdienste bei den Kämpfen um Neuve-Chapelle wurde Fleck am 2. Januar 1915 als einer der jüngsten Generalleutnants (seit 19. August 1914) der Armee zum Führer des VIII. Reserve-Korps ernannt. Mit dem Korps trat er an der Westfront im Frontabschnitt der Champagne an und konnte sich in der dortigen Schlacht abermals bewähren. Es folgte am 7. September 1916 seine Ernennung zum Kommandierenden General des XVII. Armee-Korps, mit dem er sich an den Kämpfen während der Schlacht an der Somme beteiligte. Am 19. Februar 1918 ernannte ihn Kaiser Wilhelm II. zum Führer des Generalkommandos z. b. V. Nr. 62 in Mazedonien, von wo aus er die deutschen Truppen nach dem Waffenstillstand zwischen Bulgarien und der Entente in die Heimat zurückführte.
Kurz vor Ende des Krieges wurde Fleck noch zum Eichenlaub des Pour le Mérite eingereicht, der ihm jedoch aufgrund des Ausbruchs der Revolution und der damit einhergehenden Beendigung der Monarchie nicht mehr verliehen wurde. Am 27. Oktober 1918 wurde sein Generalkommando aufgelöst, Fleck zu den Offizieren von der Armee überführt und am 23. November 1918 in den Ruhestand verabschiedet.
Fleck erhielt am 6. Oktober 1919 den Charakter als General der Infanterie verliehen.

## Auszeichnungen
- Kronenorden II. Klasse[1]
- Preußisches Dienstauszeichnungskreuz[1]
- Komtur II. Klasse des Ordens Albrechts des Bären[1]
- Orden vom Doppelten Drachen II. Klasse, I. Stufe[1]
- Osmanje-Orden III. Klasse[1]
- Eisernes Kreuz (1914) II. und I. Klasse
- Pour le Mérite am 16. März 1915
- Roter Adlerorden II. Klasse mit Eichenlaub und Schwertern im November 1915